# 조나스 곤사우베스 올리베이라
조나스 곤사우베스 올리베이라(포르투갈어: Jonas Gonçalves Oliveira, 1984년 4월 1일 ~ )는 브라질의 전 축구 선수로 과거 포지션은 스트라이커였다.

## 수상

### 클럽
산투스 FC
- 브라질 세리이 A : 4위 (2006)
- 캄페오나투 파울리스타 : 우승 (2006, 2007)
- 코파 리베르타도레스 : 4강 (2007)

그레미우
- 브라질 세리이 A : 4위 (2010)
- 코파 리베르타도레스 : 4강 (2009)

 발렌시아 CF
- 스페인 라리가 : 3위 (2010-11, 2011-12)
- 코파 델 레이 : 4강 (2011-12)
- UEFA 유로파리그 : 4강 (2011-12, 2013-14)

 SL 벤피카
- 포르투갈 프리메이라리가 : 우승 (2014-15, 2015-16, 2016-17, 2018-19), 준우승 (2017-18)
- 타사 드 포르투갈 : 우승 (2016-17), 4강 (2018-19)
- 타사 다 리가 : 우승 (2014-15, 2015-16), 4강 (2016-17, 2018-19)
- 수페르타사 칸디두 드 올리베이라 : 우승 (2016, 2017), 준우승 (2015)

### 개인
- 브라질 세리이 A 올해의 팀 : 2010
- 브라질 세리이 A MVP : 2010
- 브라질 세리이 A 득점왕 : 2010 (23골)
- 브라질 올해의 선수 : 2015, 2016, 2017, 2018
- SJPF 이달의 선수 : 2015년 2월, 2015년 4월, 2016년 1월, 2016년 2월, 2016년 3월, 2017년 12월, 2018년 1월, 2018년 2월, 2018년 3월
- 타사 다 리가 결승전 플레이어 오브 더 매치 : 2014-15
- 포르투갈 올해의 UEFA 선수 : 2014-15
- 프리메이라리가 올해의 선수 : 2014-15, 2015-16
- CNID 올해의 선수 : 2016
- 프리메이라리가 득점왕 : 2015-16 (32골), 2017-18 (34골)
- SJPF 프리메이라리가 올해의 팀 : 2016, 2017
- 오 조구 선정 프리메이라리가 올해의 팀 : 2016
- 아 볼라 선정 올해의 선수 : 2017